# Stictophaula soekarandae
Stictophaula soekarandae är en insektsart som beskrevs av Andrej Vasiljevitj Gorochov 1998. Stictophaula soekarandae ingår i släktet Stictophaula och familjen vårtbitare. Inga underarter finns listade i Catalogue of Life.